# Gorazhdec
Gorazhdec (albanska: Gorazhdvec, Gorazhdeci, Kastrati, Gorazhdevc, serbiska: Goraždevac, Гораждевац) är en ort i Kosovo. Den ligger i den västra delen av landet, 70 km väster om huvudstaden Priština. Gorazhdec ligger 460 meter över havet och antalet invånare är 570.
Terrängen runt Gorazhdec är varierad, och sluttar österut. Runt Gorazhdec är det ganska tätbefolkat, med 222 invånare per kvadratkilometer. Närmaste större samhälle är Pejë, 7,0 km väster om Gorazhdec. Omgivningarna runt Gorazhdec är en mosaik av jordbruksmark och naturlig växtlighet.